# Christian Poos
Christian Poos est un coureur cycliste luxembourgeois, né le 5 novembre 1977 à Luxembourg.

## Palmarès sur route

### Par années
- 1994
  -  Champion du Luxembourg sur route juniors
- 1995
  -  Champion du Luxembourg sur route juniors
  - Ronde des vallées
  -  Médaillé de bronze de la course en ligne aux Jeux des petits États d'Europe
- 1996
  - Grand Prix Général Patton
- 1997
  - Circuit du Mené :
    - Classement général
    - 2e étape

  - Liège-Bastogne-Liège espoirs
  - 2e du championnat du Luxembourg sur route
- 1999
  -  Champion du Luxembourg du contre-la-montre
  -  Médaillé d'or du contre-la-montre aux Jeux des petits États d'Europe
  -  Médaillé d'argent de la course en ligne aux Jeux des petits États d'Europe
  - 2e du Tour de la Somme
  - 2e du Grand Prix des Nations espoirs
  - 2e du Chrono des Nations espoirs
- 2000
  - 2e du championnat du Luxembourg sur route
- 2001
  -  Champion du Luxembourg sur route
- 2002
  -  Champion du Luxembourg sur route
  -  Champion du Luxembourg du contre-la-montre
  - 3e du Duo normand (avec Andy Cappelle)
- 2003
  -  Champion du Luxembourg du contre-la-montre
  - 3e du championnat du Luxembourg sur route
- 2006
  -  Champion du Luxembourg du contre-la-montre élites sans contrat
  - 2e du championnat du Luxembourg du contre-la-montre
  - 2e du championnat du Luxembourg élites sans contrat
- 2007
  -  Champion du Luxembourg du contre-la-montre
  - 2e du championnat du Luxembourg sur route
- 2008
  - Grand Prix Théo Mulheims
  - Grand Prix Soluver
  - 2e étape du Tour de Moselle
  - 2e du championnat du Luxembourg du contre-la-montre
  - 3e du championnat du Luxembourg sur route
- 2009
  - Grand Prix François-Faber
  - Grand Prix Marc Angel
  - 2e du Grand Prix Ost Fenster
  - 3e du championnat du Luxembourg du contre-la-montre
- 2010
  - Grand Prix François-Faber
  - Grand Prix Demuth
  - 2e de la Cologne Classic
  - 3e du Grand Prix Ost Fenster
  - 3e du championnat du Luxembourg du contre-la-montre
- 2011
  -  Champion du Luxembourg du contre-la-montre
  - 4e étape du Sibiu Cycling Tour (contre-la-montre)
  - 2e du Grand Prix Ost Fenster
- 2014
  - 2e du championnat du Luxembourg du contre-la-montre élites sans contrat
- 2015
  -  Champion du Luxembourg du contre-la-montre élites sans contrat
- 2016
  -  Champion du Luxembourg du contre-la-montre élites sans contrat[1]
- 2017
  -  Champion du Luxembourg sur route masters
  -  Champion du Luxembourg du contre-la-montre masters

### Classements mondiaux
| Année                  | 2006 | 2007 | 2008 | 2009 | 2010 | 2011 | 2012 |
| ---------------------- | ---- | ---- | ---- | ---- | ---- | ---- | ---- |
| UCI Asia Tour          |      | 157e |      |      |      |      | 259e |
| UCI Europe Tour        | 968e |      | 583e | 576e | 533e | 587e |      |
| Calendrier mondial UCI |      |      |      | 64e  |      |      |      |

## Palmarès en cyclo-cross
- 1997-1998
  - 3e du championnat du Luxembourg de cyclo-cross
- 2001-2002
  - 2e du championnat du Luxembourg de cyclo-cross